# Gambino (rappeur)
Pour les articles homonymes, voir Gambino.
Ne doit pas être confondu avec Gambino La MG ou C.Gambino.
Gambino de son vrai nom Mehdi, est un rappeur et chanteur français d'origine algéro-tunisienne originaire de Marseille,, né en 1994.[réf. nécessaire].

## Biographie
Gambino grandit dans les quartiers nord de Marseille, , .
Gambino affirme avoir commencé le rap dès l'âge de 13 ans, faisant aussi à cet âge des concerts dans son quartier.
En 2015 il publie ses premiers morceaux sur YouTube, . Il se fait distinguer par son anonymat, Gambino étant toujours cagoulé.
Il est indépendant avec son label qu'il a créé SLV ("Seul Les Vaillants") Production désormais appelé Total Ndé Production,.

## Discographie
Sauf indication contraire ou complémentaire, les informations mentionnées dans cette section peuvent être confirmées par la base de données MusicBrainz.

### Collaborations
- 2018 : Jul, Gambino, Zackmess, Metah, Oscar, Miklo, Moubarak, TK (sur l'album La Zone en personne) - VNTM[13]
- 2024 : Gambino, Miklo, Manny, 13'Organisé, Jul, Sauzer, Belir, Naps, Tonyo - Miné
- 2024 : 13 Organisé, TK, Jul, Alonzo, Fahar, L'Algérino, SAF, Gambino, Veazy (sur l'album 13 Organisé 2) - Rolex présidentielle
- 2024 : 13 Organisé, TK, Moubarak, Veazy, Dika, Metah, Makiavel, Kilam Salman, Oussagaza, Kemano, Friz, Bano, OMR, Gravou, Gambino, El Matador, Le Loup, Messao, AM La Scampia & R.E.D.K (sur l'album 13 Organisé 2) - Freestyle part.3
- 2025 : Gambino & Mister You - Sapapaya

### Classements

#### Singles
| Année | Titre                                                                           | Meilleure position | Certifications | Album               |
| Année | Titre                                                                           | France             | Certifications | Album               |
| ----- | ------------------------------------------------------------------------------- | ------------------ | -------------- | ------------------- |
| 2018  | VNTM (Jul, ft. Gambino, Zackmess, Metah, Oscar, Miklo, Moubarak & TK)           | 99                 | —              | La Zone en personne |
| 2019  | Le deum                                                                         | 134                | —              | —                   |
| 2020  | Alicante                                                                        | 84                 | —              | —                   |
| 2021  | Rio de Janeiro                                                                  | 108                | —              | La fusée            |
| 2021  | PGP                                                                             | 168                | —              | La fusée            |
| 2022  | Salou                                                                           | 93                 | : Or           | —                   |
| 2024  | Rolex Présidentielle (TK, Jul, Alonzo, Fahar, L' Algérino, Saf, Gambino, Veazy) | 160                | —              | 13'Organisé 2       |

#### Albums
| Année | Album    | Meilleure position | Meilleure position | Certifications |
| Année | Album    | France             | Belgique           | Certifications |
| ----- | -------- | ------------------ | ------------------ | -------------- |
| 2021  | Galaxia  | 5                  | 119                | —              |
| 2021  | La fusée | 19                 | —                  | —              |
| 2024  | Capsule  | 28                 | —                  | —              |